# آدلینا انگمن
آدلینا انگمن (انگلیسی: Adelina Engman؛ زادهٔ ۱۱ اکتبر ۱۹۹۴) بازیکن فوتبال اهل فنلاند است. و پست تخصصی او مهاجم میباشد .

وی همچنین در تیم ملی فوتبال زنان فنلاند بازی کرده‌است.